# 얄다바오트

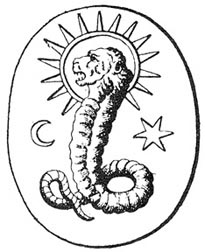

얄다바오트(콥트어: ⲒⲀⲖⲦⲀⲂⲀⲰⲐ, 라틴어: Ialdabaoth, 고대 그리스어: Ιαλδαβαώθ)는 영지주의에서 말하는 데미우르고스(인간의 영혼을 불완전한 육체와 물질적 우주에 가두어놓은 사악한 창세신)의 이명이다. 종종 사자 머리를 가진 뱀의 형상으로 나타난다.

## 같이 보기
- 고대 셈족 종교
- 데미우르고스
- 악신론
- 도덕주의적 심리치료적 이신론
- 악의 문제
- 사마엘
- 신정론